# 小杉放庵

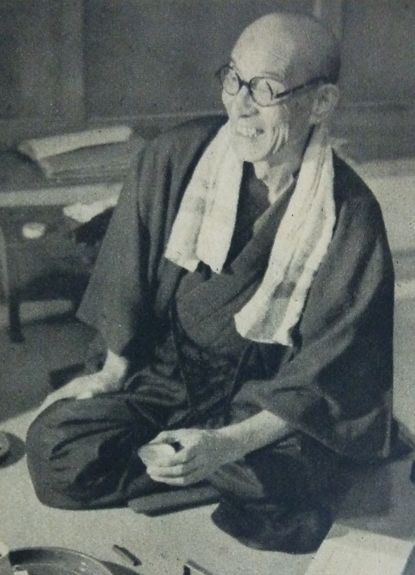
1955年

小杉 放庵（こすぎ ほうあん、1881年（明治14年）12月30日 - 1964年（昭和39年）4月16日）は、明治・大正・昭和時代の洋画家・日本画家・歌人・随筆家。本名は国太郎、別号に未醒、放菴。
長男は東洋美術研究者の小杉一雄で、放庵の著作を多数編纂している。二男はインダストリアルデザイナーの小杉二郎。俳優の小杉義男は甥。

## 略伝
栃木県上都賀郡日光町（現・日光市）に二荒山神社の神官・富三郎の子として生まれる。父は国学者でもあり、1893年（明治26年）から1897年（明治30年）にかけては日光町長も務めていた。
1896年（明治29年）から日光在住の洋画家・五百城文哉の内弟子となるが、五百城に無断で出奔、上京して白馬会洋画研究所に入る。しかしこれに馴染めず、肺尖カタルをも患ったため帰郷。再び五百城の元に戻る。1900年（明治33年）に今度は許可を得て再度上京し、小山正太郎の不同舎に入門し、滝野川村（当時）の田端で下宿生活を始めた。1902年（明治35年）に太平洋画会に入会し1904年（明治37年）に未醒の号で出品する。
なお、1903年（明治36年）からは国木田独歩の主催する近時画報社に籍をおいて挿絵を描き、漫画の筆もとっている。1904年から始まった日露戦争には、『近事画報』誌の従軍記者として戦地に派遣され、迫真の戦闘画や、ユーモラスな漫画的な絵などで、雑誌の人気に大きく貢献した。1904年11月に反戦詩集『陣中詩篇』を刊行した。また、同1905年には美術雑誌『平旦』を石井柏亭、鹿子木孟郎らと創刊した。
1908年（明治41年）に美術誌『方寸』の同人に加わり、この年から文展に出品し、第4回展で3等賞、第5回展で『水郷』、第6回展で『豆の秋』と題した作品が続けて2等賞となる。また、同年に田端で新居を構え、「田端文士村」の一員となった。1913年（大正2年）にフランスに留学するが、当地で池大雅の「十便図」を見たことがきっかけで、日本画にも傾倒。翌年の帰国後は墨絵も描き始めるようになる。同年、再興された日本美術院に参加し、同人として洋画部を主宰する。また、二科会にも同時に籍を置いていた。
その後、絵に対する考え方の違いから1917年（大正6年）に二科会を、1920年（大正9年）には日本美術院を脱退し、1922年（大正11年）に森田恒友、山本鼎、倉田白羊、足立源一郎らとともに春陽会を創立する。1924年（大正13年）に号を放庵と改めたが、これは親友である倉田白羊が一時期使っていた「放居」という雅号から「放」の字を貰って付けたものである。
1925年（大正14年）、東京大学安田講堂の壁画を手がける。1927年（昭和2年）には、都市対抗野球大会の優勝旗である「黒獅子旗」のデザインを手がけた。
1929年（昭和4年）に中国へ旅行。1933年（昭和8年）12月に自身初の歌集『放菴歌集』を竹村書店から刊行した際、初めて「放菴」の号を用いた。
1935年（昭和10年）に帝国美術院の改革が進められる中で、官選という形で会員に選出されたが、同年末に洋画壇と帝国美術院との対立構造の中で会員を辞任した。
第二次世界大戦中に疎開のため新潟県赤倉に住居を移し、滝野川区となっていた東京・田端の自宅が空襲で失われたため戦後もそのまま暮らす。ここで、新文人画ともいうべき独自の水墨画を残した。
1954年（昭和29年）正月、宮中歌会始召人となった。1958年（昭和33年）、日光市名誉市民となる。同年秋に高齢を理由に日本芸術院会員を辞任。1964年（昭和39年）、肺炎のため死去。墓所は日光市所野字丸美。
没後は長男の小杉一雄を中心として放菴の紹介や顕彰が続けられ、1980年（昭和55年）に文集『放庵画談』（小杉一雄ほか編、中央公論美術出版）が刊行。1992年（平成4年）には一雄から1459点の美術関連資料が「（仮称）小杉放菴記念日光美術館整備構想」を進めていた日光市へ寄贈された。これを元に、一雄が存命中の1997年10月に「小杉放菴記念日光美術館」が開館し、放菴や関連画家の作品が通年で展示されるようになった。この美術館の公式サイトでは、出生から逝去までの放菴の経歴が詳細に紹介されている。

## 絵画
文典に入選した初期の画は、東洋的ロマン主義の傾向を示す。未醒の号で書いた漫画は当時流行のアール・ヌーヴォー様式を採り入れ、岡本一平の漫画に影響を与えている。安田講堂壁画は、フランス画、特にピエール・シャバンヌなどの影響を残しているものの、天平風俗の人物を登場させ、日本的な志向もあらわしている。フランス帰国後から東洋趣味に傾き、油絵をやめ墨画が多くなる。こうした洋画からの転向は「東洋にとって古いものは、西洋や世界にとっては新しい」という認識に支えられていた。
代表作は『山幸彦』（1917年）、『老子出関』（1919年）、『炎帝神農採薬図』（1924年）など多数。晩年には『放庵画集』（藤本韶三編、三彩社、1960年）、『奥のほそみち画冊』（龍星閣、1962年）が刊行した。
画文集『絵本 新訳西遊記』（左久良書房、1910年／新版・中公文庫、1993年）、また画担当した田山花袋『耶馬溪紀行』（図書出版のぶ工房、2018年）が改訂刊行されている。

## スポーツ、その他
テニス・野球・空手など趣味が多彩であり、「ポプラ倶楽部」という芸術家の社交団体を主催してテニスを多く行ったほか、押川春浪が中心である社交団体「天狗倶楽部」にも所属しており、ここでも野球などを多く行っている。なお、押川とは『冒険世界』など押川が主筆を務めた雑誌の表紙を小杉が描いていたことがあって関係が深かった。また、テニスプレーヤーとして、東日トーナメント（現・毎日テニス選手権）ベテラン男子の部において、日本庭球協会の理事ともなった針重敬喜とのダブルスで3回の優勝を記録している。1945年には小杉放菴からの申し出により次男の二郎と針重の次女である千鶴子が結婚し、小杉家と針重家は姻戚関係になった。
作品としてスポーツを題材とすることもあり、2022年（令和4年）10月から11月まで開催の「華厳社　下野の画人たち」展では水墨画でラグビーを描いた「闘球図」が展示され、地元紙の下野新聞では「（スポーツを描くのは）水墨画では珍しい」と評された。
歌人としても知られ、略伝内の『放菴歌集』の他、『故郷』などの歌集がある。画論の古典「芥子園画伝」の注解（公田連太郎と）を行い、『帰去来』などの随筆、唐詩人についての著作（新版は創拓社 全2冊）がある。
1928年（昭和3年）1月28日に、富山県八尾町（現 富山市八尾町）の、初代越中八尾民謡おわら保存会（現 富山県民謡越中八尾民謡おわら保存会）初代会長川崎順二に招かれ、当時のおわら節を聴いて、「曲はいいのだが唄には下品なものも多く、このままではおわらは廃れる」と進言、そこで川崎順二が放庵に頼み作詞したのが「八尾四季」で、八尾の春夏秋冬を詠んだ4首で構成され、これ以後新しく作られたものを新作おわらとしており、現在もこの唄に合わせ、舞踏家若柳吉三郎が振付けした、女子の「四季踊り」と共に唄い踊り継がれている。放庵は翌年2月10日夜付けの手紙でこの八尾四季を川崎に送っており、約10日の間に詠んでいる。なお、この手紙は現在、八尾町東町の「八尾おわら資料館」にて展示されている。また「八尾八景」8首も作詞しており、二人の交友はこの後30数年に及んだ。

## 伝記
- 野中退蔵『小杉放菴 生涯と芸術』未來社、1979年
- 石川正次『小杉放菴の原風景　そして小杉放菴記念日光美術館はこうして創られた』文芸社、2000年
- 川村伸秀『詳伝 小杉放菴　近代日本を生きた画家とその交流』筑摩書房〈筑摩選書〉、2025年。ISBN 978-4-480-01827-4